# Place Lino-Ventura
La place Lino-Ventura est une voie située dans le quartier de Rochechouart du 9e arrondissement de Paris.

## Situation et accès

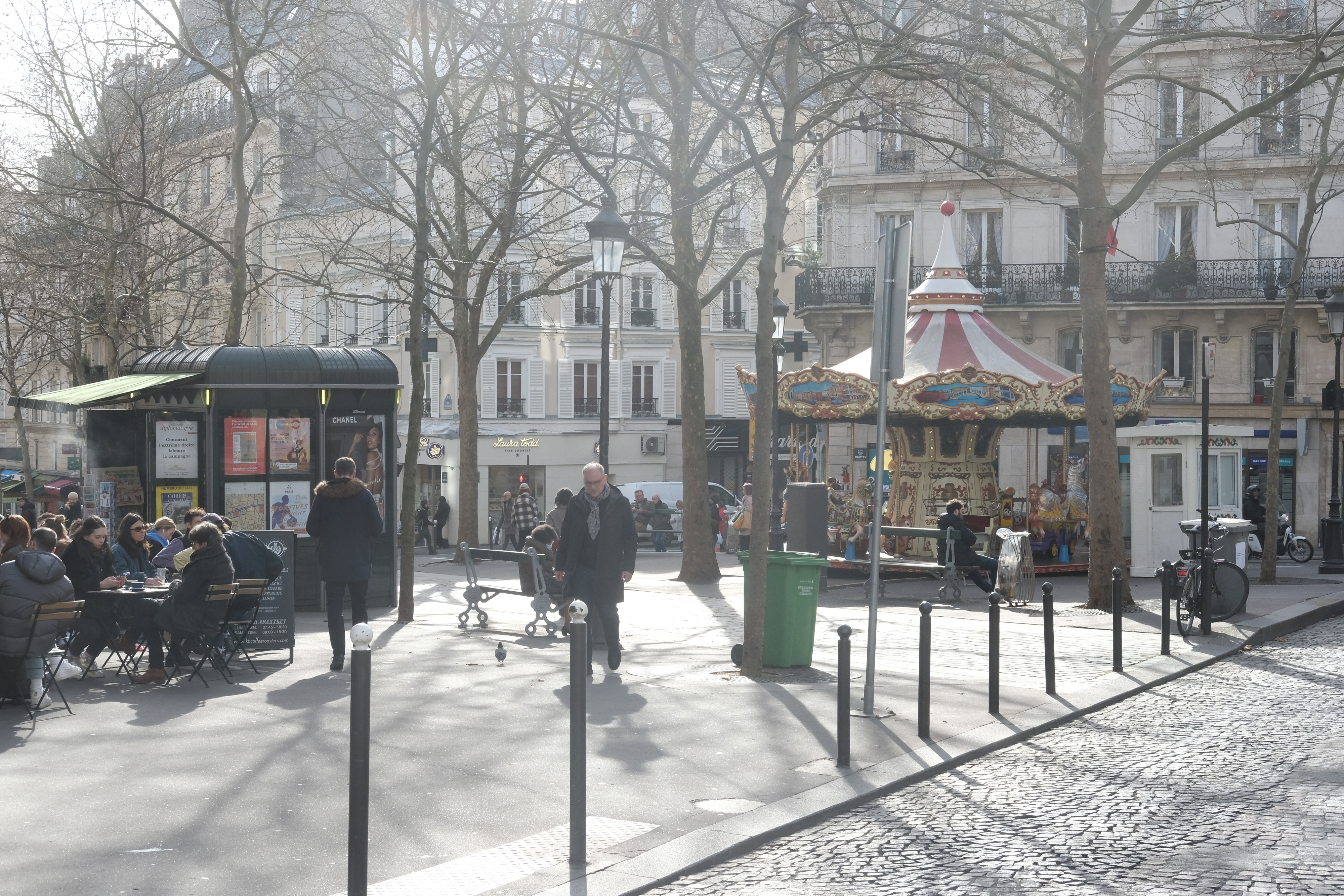
La place Lino-Ventura vue depuis l'avenue Trudaine.

Cette place est située au croisement de la rue des Martyrs et de l'avenue Trudaine.
La place Lino-Ventura est desservie par les lignes 2 et 12 à la station Pigalle.

## Origine du nom
Elle porte le nom de l'acteur italien, quoique ayant vécu sa vie en France, Lino Ventura (1919-1987).

## Historique
La place est créée et prend sa dénomination actuelle en 1999 sur l'emprise des voies qui la bordent.